# شرنبة
شرنبة أو شَرَمة هو نهر في وسط إسبانيا. يتدفق من الشمال إلى الجنوب ويمر شرق مدريد حيث تبُني سد على رافد نهر لوزويا. يتدفق في نهر تاجة في أرنخويت. منزنارس هو أحد روافد نهر شرنبة.